# The Very Best of Ugly Kid Joe: As Ugly as It Gets
The Very Best of Ugly Kid Joe: As Ugly as It Gets – album rockowego zespołu Ugly Kid Joe wydany 15 sierpnia 1998 roku przez Universal Music Group. Płyta trwa 65 minut i 3 sekundy, znajduje się na niej 15 utworów.

## Lista utworów
1. "Madman" – 3:37
2. "Neighbor" – 4:43
3. "Cat's in the Cradle" – 4:01
4. "Everything About You" – 4:20
5. "Tomorrow's World" – 4:18
6. "God" – 2:54
7. "Busy Bee" – 4:08
8. "C.U.S.T." – 2:59
9. "Milkman's Son" – 3:51
10. "N.I.B." – 5:24
11. "Goddamn Devil" – 4:53
12. "Slower Than Nowhere" – 4:58
13. "Funky Fresh Country Club" – 5:16
14. "Panhandlin' Prince" – 5:40
15. "Jesus Rode a Harley" – 3:14